# Amphineurus (Amphineurus) umbraticus
Amphineurus (Amphineurus) umbraticus is een tweevleugelige uit de familie steltmuggen (Limoniidae). De soort komt voor in het Australaziatisch gebied.